# Gina McKee
Gina McKee (* 14. dubna 1964 v Sunderland, Tyne and Wear, Anglie, Velká Británie) je britská herečka.
Českým televizním divákům je asi ponejvíce známa z nové verze britského televizního seriálu Sága rodu Forsythů, kde si zahrála hlavní roli v postavě Irene Forsytové.
U filmu začínala ve snímku Doupě bílého červa, kde si poprvé zahrála s tehdy zcela neznámým hercem Hughem Grantem, s nímž se o jedenáct let později opět setkala ve filmu Notting Hill, kde si zahrála po boku Julie Robertsové.
Tato elegantní herečka je ve Velké Británii poměrně známou osobností, nicméně vyhýbá se nadměrné veřejné publicitě a přísně si střeží svůj vlastní soukromý život.

## Filmografie, výběr

### Film
- 1988 Doupě bílého červa
- 1998 Krupiér
- 1993 Nahý
- 1999 Nothing Hill
- 1999 V zemi divů
- 1999 Drsný holky
- 1999 Johanka z Arku
- 1999 Ztráta sexuální nevinnosti
- 2000 Člověk v ZOO
- 2003 Hra o smrti
- 2005 Maska zrcadla
- 2006 Scény z partnerského života
- 2007 Pokání
- 2009 Politické kruhy

### Televize
- 2002 Sága rodu Forsytů (televizní seriál)
- 2003 Ztracený princ
- 2004 Hořské vzpomínky
- 2006 Tsunami:Následky